# Peitoril (arquitetura)

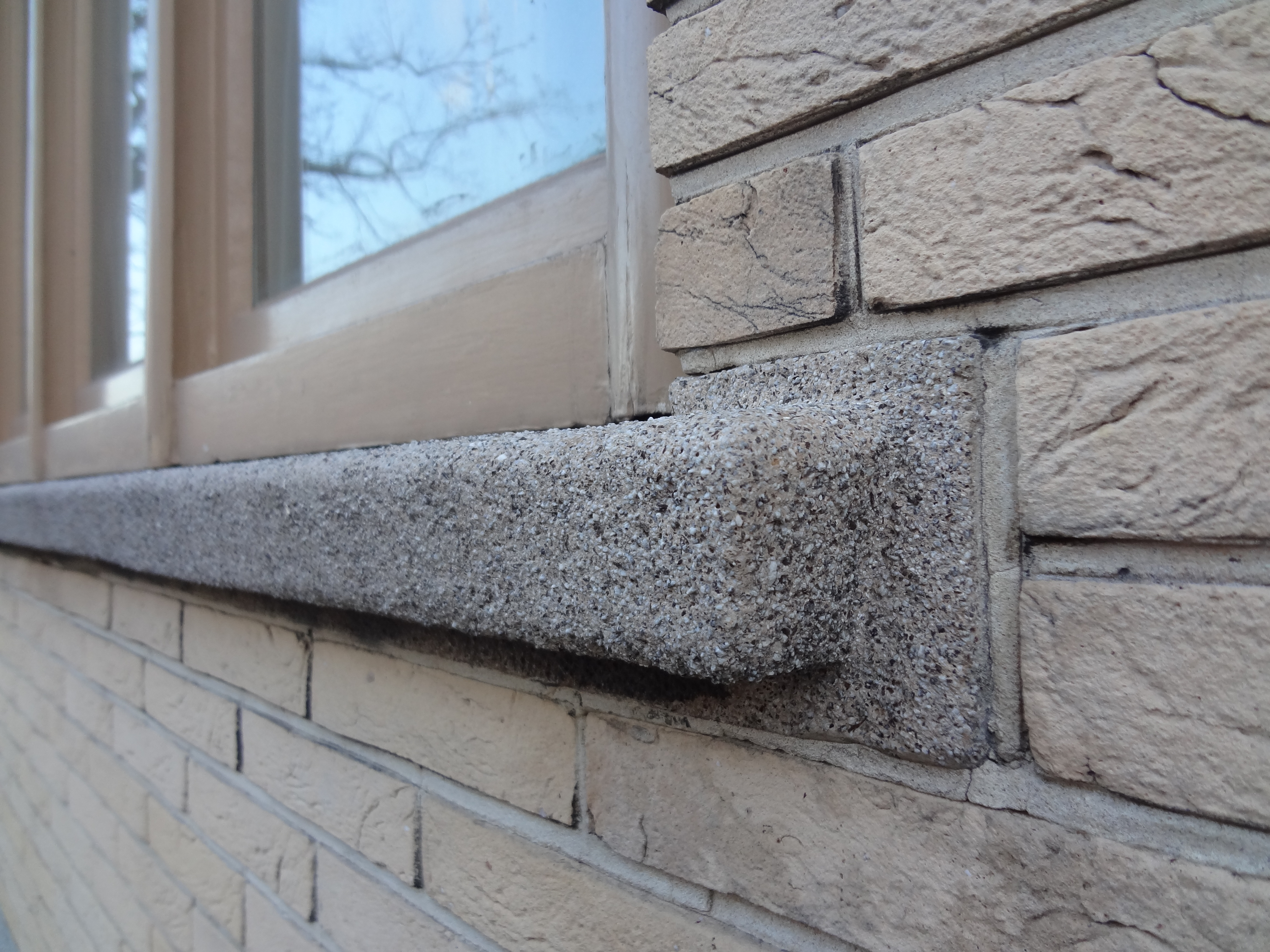
Peitoril na base de uma janela.

Peitoril é a estrutura ou superfície horizontal na parte inferior de uma janela. Os peitoris das janelas servem para apoiar estruturalmente e manter a janela no lugar.
A parte externa do peitoril da janela é utilizada para afastar a água da chuva da parede na abertura da janela. Portanto, os peitoris das janelas geralmente são ligeiramente inclinados para baixo, longe da janela e da parede, e geralmente se estendem além da face externa da parede, para que a água caia por fora ao invés de escorrer pela parede.
Alguns peitoris podem ser feitos de pedra natural, pedra fundida, concreto, azulejo ou outros materiais não porosos para aumentar ainda mais sua resistência à água.